# Corsiaceae
Corsiaceae Becc. je čeleď jednoděložných rostlin z řádu liliotvaré (Liliales). Starší taxonomické systémy řadily zástupce většinou zcela jinam, např. do čeledí Burmanniaceae nebo Orchidaceae, nebo čeleď uznávaly, ale dávaly ji např. do řádů Orchidales jako Cronquistův systém nebo Burmanniales jako Tachtadžjanův systém.

## Popis
Jedná se o vytrvalé nezelené byliny, které se vyživují heterotroficky, s oddenky či hlízami. Listy jsou jednoduché, redukované, membránovité, střídavé, čepele jsou celokrajné, žilnatina je souběžná. Květy jsou oboupohlavné nebo jednopohlavné (pak rostliny jednodomé), vrcholové, jednotlivé, výrazně zygomorfické. Okvětí se skládá ze 6 okvětních lístků, jsou srostlé, prostřední (zadní) člen vnějšího kruhu je výrazně zvětšený, zbylých 5 je čárkovitých. Tyčinek je 6, jsou volné. Gyneceum je srostlé ze 3 plodolistů, je synkarpní, semeník je spodní. Plodem je tobolka,.

## Rozšíření ve světě
Jsou známy 2-3 rody a asi 30 druhů, jsou přirozeně rozšířeny v jihovýchodní Asii, v severní Austrálii a v Jižní Americe.